# Alfredo Ortuño Martínez
 Alfredo Ortuño Martínez (Yecla, 21 januari 1991), is een Spaanse voetballer en kan opgesteld worden als aanvaller.  Hij is de oudere broer van aanvaller Juan Tomás, beter bekend als Juanto.  Hij tekende voor  het seizoen 2021-2022  een eenjarig contract bij FC Cartagena.
Ortuño, geboren in het Noord-Oosten van de autonome gemeenschap Murcia, sloot zich net over de regio grens aan bij de jeugdopleiding van de enige professionele ploeg van Castilië-La Mancha, Albacete Balompié.  Zijn professioneel debuut maakte hij op 20 december 2008, toen hij nog bij de juniorenploeg aangesloten was.  Hij viel tijdens de tweede helft in tegen UD Las Palmas in een 0-3-nederlaag in de Segunda División A.  Vanaf seizoen 2010-2011 sloot Ortuño definitief aan bij de hoofdselectie.  Het werd echter geen succesvol jaar voor ploeg en speler.  De ploeg zou als allerlaatste eindigen en zo degraderen en de speler bleef scoreloos tijdens vierentwintig optredens, meestal spelend als invaller met een totaal van 586 minuten.
Op 11 juli 2011 verhuisde hij naar Getafe CF B, een filiaal toenmalig actief in de Segunda División B.  Bij deze ploeg zou Ortuño vier doelpunten maken tijdens eenendertig wedstrijden en de ploeg eindigde op een achtste plaats.
Het daaropvolgende seizoen 2012-2013 stapte hij over naar een ander filiaal  dat net naar hetzelfde niveau gepromoveerd was, Atlético Levante UD  De ploeg eindigde derde en kom zich zo voor de eindronde plaatsen, maar de promotie ging verloren.  Ortuño was vijf maal succesvol tijdens eenendertig wedstrijden.
Vanaf seizoen 2013-2014 tekende hij voor de eerste maal een contract bij een ploeg uit zijn autonome gemeenschap Murcia, La Hoya Lorca CF.  De ploeg was het voorgaand seizoen gepromoveerd naar de Segunda B en kende een heel succesvol seizoen met een tweede plaats in de eindrangschikking.  De promotie naar het professionele voetbal ging echter verloren tijdens de eindronde.  Op persoonlijk vlak scoorde de speler tijdens de heenronde tien doelpunten gedurende negentien wedstrijden.  Dit ging niet ongezien voorbij en hij zou na een half seizoen zijn autonome gemeenschap al weer verlaten.
Na tweeëneenhalf seizoenen gespeeld te hebben op het derde niveau van het Spaanse voetbal, sloot Ortuño zich op 17 januari 2014 aan bij Granada CF uit de Primera División en werd onmiddellijk uitgeleend aan Girona FC, een ploeg uit de Segunda División A. Hij scoorde zijn eerste professionele doelpunt op de 25 januari, het enige doelpunt van zijn team in een 1-1-gelijkspel thuis tegen SD Eibar. Hij eindigde het seizoen als clubtopscorer naast Gerard Bordas, terwijl de Catalanen ternauwernood de degradatie uit het professioneel voetbal ontliepen.
Op 28 juli 2014 verlengde Ortuño zijn overeenkomst met Granada tot einde seizoen 2018. Hij speelde zijn eerste wedstrijd in de Primera División op 23 augustus.  Hij speelde gedurende 45 minuten in een 2-1-thuisoverwinning tegen Deportivo La Coruña.  Tijdens de heenronde zou hij scoreloos blijven tijdens vijf optreden.
Om hem meer speelkansen te geven, werd Ortuño op 16 januari 2015 uitgeleend aan UD Las Palmas, een ploeg uit de Segunda División A. De ploeg kon de play-off afdwingen met een vierde plaats in de eindrangschikking van de  Segunda División A 2014/15. Tijdens de eindronde werd de promotie naar het hoogste Spaanse niveau afgedwongen. Op persoonlijk vlak zou hij vier doelpunten scoren tijdens zeventien optredens.
Hij zou de ploeg volgen en werd voor €1 miljoen gekocht door UD Las Palmas.  Hij tekende er een contract tot juni 2019 maar keert terug naar Segunda A wanneer hij op 21 juli uitgeleend werd aan Real Zaragoza.  De ploeg zou achtste eindigen in de rangschikking Segunda División A 2015/16.  De speler zou tijdens de heenronde zeven doelpunten scoren uit twintig wedstrijden, maar hij zou voor de tweede helft van het seizoen 2015-2013 aansluiten bij reeksgenoot RCD Mallorca.  Bij deze ploeg zou hij nog vier doelpunten scoren tijdens negentien wedstrijden en de ploeg zou zich zo redden met een zeventiende plaats.
Tijdens seizoen 2016-2017 sloot Ortuño zich op 4 augustus van dat jaar op uitleenbasis aan bij een ander ploeg uit de Segunda A, Cádiz CF. Hij behaalde zijn record aan doelpunten met zeventien stuks tijdens Segunda División A 2016/17, waaronder drie hattricks tegen Getafe CF, AD Alcorcón en Córdoba CF.  De ploeg kon met een vijfde plaats zich kwalificeren voor de eindronde, maar de promotie ging verloren.
Op 2 september 2017 verbrak Ortuño de banden met Las Palmas en tekende de volgende dag een eenjarige overeenkomst met Real Valladolid. Later op de maand, beëindigde hij echter eenzijdig zijn contract met de ploeg uit Valladolid, waardoor een clausule in werking trad die als gevolg had dat hij dat seizoen niet zou kunnen uitkomen in de Segunda División A 2017/18.
Daardoor bleef hij een half seizoen aan de kant, maar op 3 januari 2018 verhuisde de 27-jarige Ortuño voor het eerst in zijn carrière naar het buitenland en tekende bij Major League Soccer's Real Salt Lake. Het buitenlands avontuur werd geen succes en hij bleef scoreloos tijdens drie optredens.  Daarom was het ook niet verwonderlijk dat het contract op 23 juli 2018 in wederzijdse toestemming werd ontbonden.
Ortuño sloot zich slechts enkele uren later aan bij zijn jeugdvereniging Albacete.  Hij tekende er een driejarige contract bij de toenmalige ploeg uit de Segunda División A 2018/19.  Voor de winterstop scoorde hij één doelpunt uit vijftien wedstrijden.
Op 30 januari 2019 werd Ortuño tot juni uitgeleend aan reeksgenoot Extremadura UD.  Deze ploeg was een nieuwkomer in de reeks en kon met een mooie dertiende plaats haar behoud veilig stellen.  De speler scoorde twee doelpunten tijdens zestien wedstrijden.
Op 6 augustus 2019 volgde een volgende verhuur aan reeksgenoot Real Oviedo.  De speler was zeer doeltreffend in de Segunda División A 2019/20  met veertien doelpunten uit achtendertig wedstrijden.
Daarom werd hij tijdens Segunda División A 2020/21 niet meer uitgeleend door Albacete. Ortuño was met zeven doelpunten wel de clubtopscorer, maar kon niet voorkomen dat het team met een allerlaatste plaats in de eindrangschikking degradeerde.
Op 18 juli 2021 tekende hij een eenjarige overeenkomst met FC Cartagena.  Zo bleef hij tijdens het seizoen 2021-2022 op hetzelfde niveau voetballen en speelde na Lorca voor een tweede team uit zijn autonome gemeenschap Murcia.  Hij scoorde zijn eerste doelpunt voor de havenploeg op 4 september 2021 tijdens de 93ste minuut van de 1-0-thuisoverwinning tegen het filiaal Real Sociedad B.  Tijdens de heenronde speelde Alfredo elke competitie wedstrijd, maar meestal als invaller, en tijdens de wedstrijden voor de Copa del Rey speelde hij als titularis.  Tijdens de 1/16de finale van de Copa del Rey wachtte begin januari 2022 Valencia CF als tegenstander. De havenploeg kon net geen verlengingen afdwingen, want in de 92ste minuut maakte Denis Tsjerysjev er 1-2 van. Op 6 januari 2022 verlengde hij zijn lopend contract met twee extra seizoenen tot juni 2024.  Tijdens dit eerste seizoen zou hij tien doelpunten scoren tijdens vierenveertig optredens tijdens competitie en beker, maar dit gebeurde vooral als invaller.  De ploeg behaalde ook een mooie negende plaats in de eindrangschikking.  Tijdens 2022-2023 werd zijn rol belangrijker door het vertrek van Rubén Castro, die in twee seizoen negenendertig keer raak had geschoten.  Deze taak lag op zijn schouders en op die van Armando Sadiku.  Tijdens de eerste wedstrijden zou hij vooral door zijn werkkracht maar ook door zijn twee doelpunten heel belangrijk zijn voor de ploeg.  Tijdens de zesde wedstrijd, die op 16 september 2022 bij UD Levante gespeeld werd en met 0-1 gewonnen werd, zou de Alfredo een spierblessure in zijn rechterbeen oplopen en dat zou hem twee weken van een voetbalterrein afhouden.  Op 9 oktober 2022 viel hij tijdens de negenenzeventigste minuut weer in tegen CD Leganés.  Het werd al snel duidelijk dat hij weer tweede keuze was geworden, dit maal achter Borja Valle Balonga.  Uiteindelijk speelde hij zevendertig competitie-, waarvan vijftien als basisspeler, en drie bekerwedstrijden.  Hij scoorde in totaal 10 doelpunten, waarvan negen in de competitie en één in de beker.  Op het einde van de competitie werd een mooie negende plaats behaald en de 1/16de finale was weer het eindstation van de beker.  De laatste wedstrijd van de beker werd tegen Villarreal CF gespeeld.  Nadat Borja Cartagena voor het Roemeense Rapid Boekarest had ingeruild, werd Ortuño weer de belangrijkste aanvaller tijdens de start van seizoen 2023-2024.  Op 13 november 2023 speelde hij zijn honderdste wedstrijd tijdens het 1-1 gelijkspel tegen en uit bij Real Oviedo.  Hij schreef weer clubgeschiedenis nadat hij op 27 januari 2024 als derde speler in de clubgeschiedenis zijn honderdste tweede afdelingswedstrijd tegen SD Amorebieta speelde.  De wedstrijd eindigde op een belangrijke 1-0 thuiswinst.  Op dertig maart 2024 ontkroonde hij tijdens de uitwedstrijd tegen leider CD Leganés, die op een 0-0 gelijkspel eindigde, Mariano Sanchez Martinez.  Met 109 wedstrijden werd hij recordhouder voor de havenploeg van het aantal optredens op het niveau van het professionele voetbal.  Op 5 juni 2024 verlengde hij zijn contract met twee seizoenen tot einde juni 2026.   Het 2024-2025 was zowel op club- als spelersniveau een slecht seizoen.  De ploeg eindigde allerlaatste en Ortuño scoorde geen enkel doelpunt tijdens vijfendertig competitiewedstrijden en één doelpunt tijdens de drie bekerwedstrijden.  De speler volgde tijdens het seizoen 2025-2026 de ploeg naar de Primera Federación, of het derde niveau van het Spaans voetbal.

## Familie
Ook zijn broer Juan Tomás Ortuño Martínez was actief als aanvaller.  Hij speelde op professioneel niveau bij CE Sabadell, CD Castellón en CD Eldense. 